# Robert Blair (Astronom)
Robert Blair (* ca. 1748 in Garvald, East Lothian; † 22. Dezember 1828 in Westlock, Berwickshire) war ein  schottischer Astronom.
Robert Blair war der erste Regius Professor für Astronomie an der Universität Edinburgh. Er konstruierte die erste aplanatische Linse und führte auch diesen Begriff ein. Das war ein wichtiger Schritt bei der Beseitigung der optischen Abbildungsfehler. Er experimentierte auch mit hohlen Linsen, die er mit verschiedenen Lösungen füllte.
1786 wurde er zum Fellow der Royal Society of Edinburgh gewählt.

## Veröffentlichungen
- Robert Blair M.D.: Experiments and Observations on the Unequal Refrangibility of Light. Transactions of the Royal Society of Edinburgh, Bd. 3 (1794), Physikalische Klasse, S. 3–76 (Google Books)
- Robert Blair M.D.: Beschreibung einer neuen Art von achromatischen Fernröhren, oder der sogenannten aplanatischen Teleskope, und Entwickelung der Gründe, worauf sie beruhen. Annalen der Physik, Band 6, Heft 2 (1800), S. 129–148 (eingeschränkte Vorschau)